# Ağbil
Ağbil è un comune dell'Azerbaigian situato nel distretto di Quba. Conta una popolazione di 959 abitanti.